# Spantax

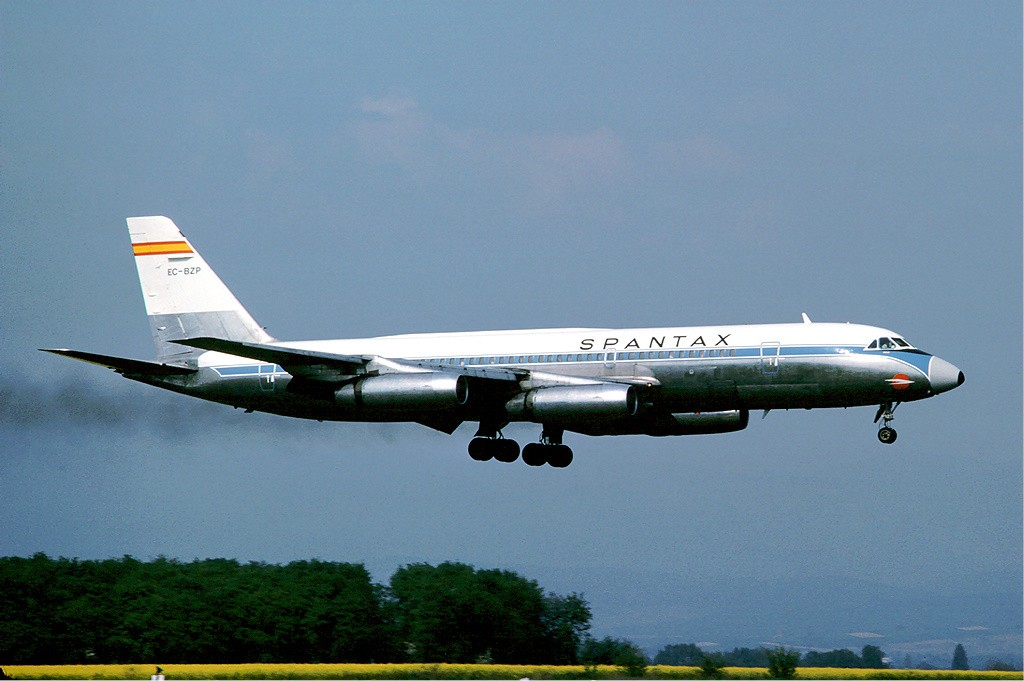
En Convair 990 tillhörande Spantax

Spantax är ett nedlagt spanskt flygbolag, som flög mellan 1959 och 1988, på bland annat Arlanda där bolaget var inblandat i en dödsolycka 1970. Huvuddelen av bolagets flygningar var som charteroperatör till framför allt Kanarieöarna och Balearerna. 
Bolaget flög med Convair 990 under perioden 1967-1988, en plantyp som köptes begagnade och med uppdaterade motorer till en mer bränslesnål och miljövänlig variant.  
Flottan bestod dessutom av DC-3, DC-7, DC-8, DC-10, Boeing 737 och Learjet 35.

## Olyckor
- 7 december 1965 skulle en Spantax DC-3 flyga en inrikestur till Kanarieöarna i Spanien, men havererade varvid samtliga 32 ombord omkom.[1]
- 5 januari 1970 skulle en av Spantax Convair 990 starta från Arlanda. Eftersom en av motorerna inte fungerade släppte man av passagerarna och startade planet med endast besättningen. Planet misslyckades under starten varvid fem omkom och fem skadades.[2]
- 30 september 1972 skulle en Spantax DC 3 genomföra en träningsflygning från Madrid. Den oerfarne piloten gjorde en för drastisk manöver. Planet havererade, en av sex ombord omkom.[3]
- 3 december 1972 skulle en Spantax Convair 990 starta på Teneriffa och därefter flyga mot  München. Planet havererade och samtliga 155 ombord omkom.[4]
- 13 augusti 1980 skulle en Spantax Learjet 35A flyga från Madrid till Palma de Mallorca. Den missade landningen på Mallorca och samtliga 4 ombord omkom.[5]
- 13 september 1982 skulle en Spantax DC-10 flyga från Malaga till New York. Piloterna tvingades avbryta starten på grund av tekniska problem varvid planet havererade, och 50 av de 394 ombordvarande omkom.[6]